# Jerzy Rachwał

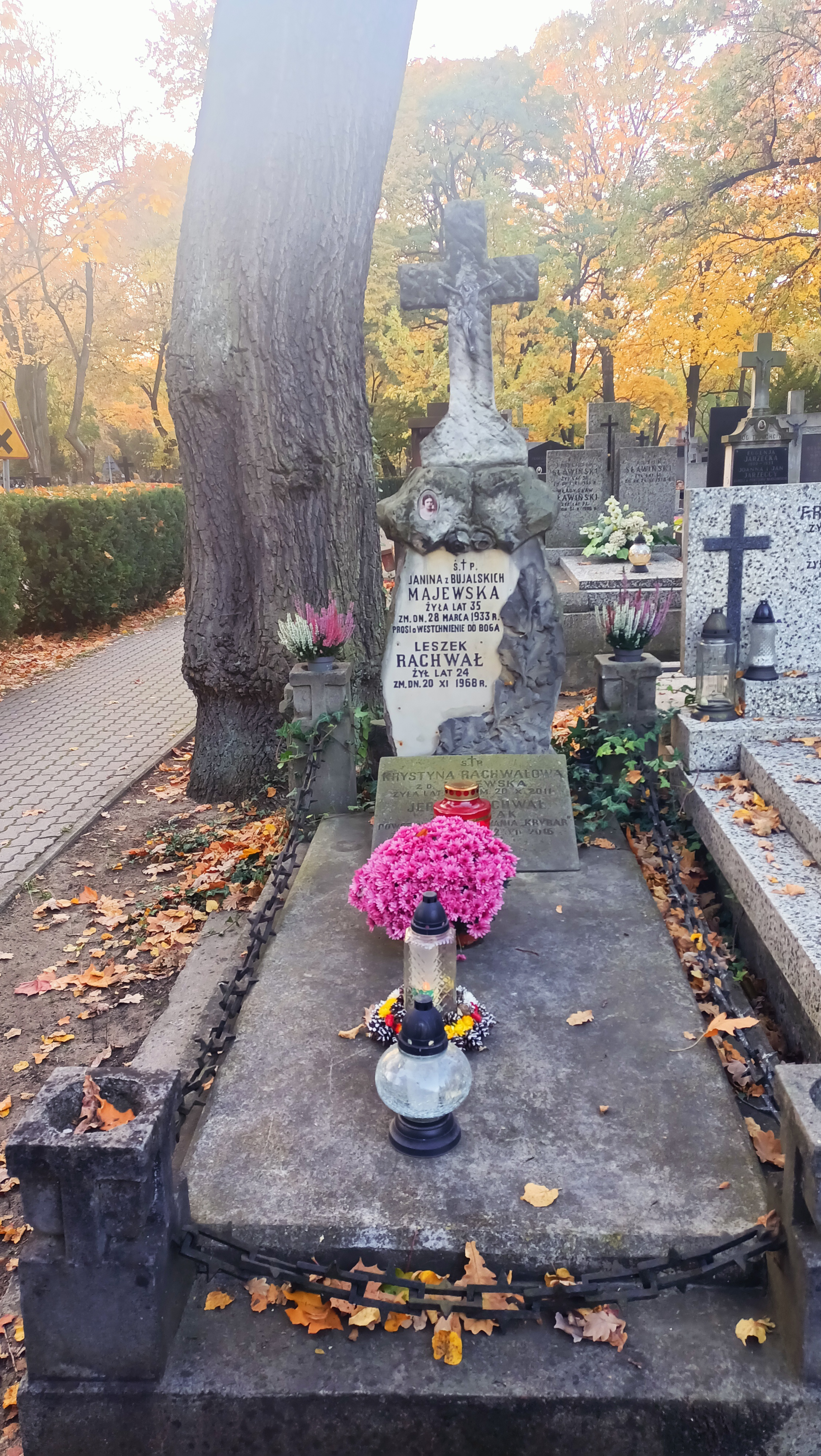
Grób Jerzego Rachwała na Cmentarzu Bródnowskim w Warszawie

Jerzy Rachwał (ur. 9 września 1920 we Włocławku, zm. 12 grudnia 2016) – polski podharcmistrz.

## Życiorys
Urodził się w rodzinie nauczycielskiej o silnych tradycjach niepodległościowych. Dziadek ze strony matki brał udział w powstaniu styczniowym, a wuj walczył w Legionach. Ojciec, Józef Rachwał był działaczem pierwszych drużyn skautowych (V Drużyna Skautów Krakowskich w latach 1912–1914 – świadectwo weryfikacyjne l. 16 z dn. 19.11.1937).
Jerzy Rachwał wstąpił do harcerstwa w 1933 roku. Początkowo był w VIII Kieleckiej Drużynie Harcerskiej im. Henryka Sienkiewicza. Przyrzeczenie harcerskie złożył 22 kwietnia 1934 roku. 3 grudnia 1935 roku powierzono mu zorganizowanie XVI Kieleckiej Drużyny Harcerskiej im. Stefana Czarnieckiego, w której pełnił funkcję drużynowego do 1938 roku. Uczestniczył w licznych obozach i zimowiskach.
W okresie II RP zdobył poniższe stopnie: młodzika (14 lutego 1934), wywiadowcy (23 kwietnia 1934), ćwika (27 stycznia 1936), harcerza orlego (22 lipca 1939).
W 1935 roku brał udział w Jubileuszowym Zlocie Harcerstwa w Spale. W 1936 roku został instruktorem na Kursie Zastępowych Hufców Krakowskich. W 1938 roku zdał egzamin maturalny i zgodnie z obowiązującymi wówczas przepisami odbył 6 tygodniową służbę w Junackich Hufcach Pracy w XVI Baonie w Mszanie Górnej. We wrześniu 1938 roku został wcielony do wojska – ukończył Dywizyjny Kurs Podchorążych Rezerwy 2 Dywizji Piechoty w Kielcach.
Po wojnie obronnej Polski w 1939 r. wstąpił na KUL, gdzie 9 listopada 1939 roku został aresztowany przez Gestapo i osadzony na Zamku Lubelskim. Zwolniony po pół roku (w kwietniu 1940 roku). Podczas okupacji działał na rzecz Ojczyzny. W 1942 roku wstąpił do Armii Krajowej. Walczył w powstaniu warszawskim w stopniu kaprala podchorążego pod pseudonimem „Grzymała”, w VIII Zgrupowaniu Grupy Bojowej „Krybar” – Warszawa-Powiśle. W czasie powstania urodził się jego syn Leszek. Po upadku powstania, podczas wyprowadzania z Warszawy udało mu się zbiec z konwoju.
Udał się na Ziemie Odzyskane, najpierw z tzw. Grupą Operacyjną do Malborka, a w kwietniu 1946 roku przeniósł się do Szczecina.
Po reaktywowaniu ZHP (tzw. Zjazd Łódzki) zgłosił się do Hufca Szczecin-Pogodno, gdzie przejął prowadzenie istniejącej od 1946 roku 54. Szczecińskiej Drużyny Harcerskiej im. Stefana Czarnieckiego (wcielonej w 1950 roku do OH ZMP, a później OH PL). Przy tworzeniu Hufca Szczecin-Pogodno aktywnie współpracował z Telesforem Badetką. Wiosną 1957 roku jako efekt „pączkowania” drużyny zrodził się Szczep Sosnowej Szyszki, który został oficjalnie powołany jako III Szczep Sosnowej Szyszki rozkazem komendanta hufca z dn. 28 września 1957 roku, wśród pięciu innych szczepów Hufca Szczecin-Pogodno. Druh Rachwał prowadzi Szczep do końca 1962 roku. W trakcie bycia szczepowym został w 1961 roku zawieszony w pełnieniu funkcji, za wywieszenie przez dzieci krzyży z Chrystusem w namiotach na obozie oraz uczestnictwo we mszy św. w mundurach harcerskich.
W 1962 roku przeniósł się do Warszawy, gdzie pracował do emerytury. Mieszkał w dzielnicy Falenica.
W 1997 roku jako pierwszy dał sygnał do Zlotu Szczepu z okazji 40-lecia. Wcześniej w 1996 roku taki Zlot postulował ówczesny komendant szczepu druh Raniowski. W maju, w zlocie jubileuszowym wzięło udział 47 osób z „ekipy” druha Rachwała. Nasi „pionierzy” mogli się spotkać z obecnymi harcerzami Szczepu. W wyniku jubileuszu powstał Krąg Seniorów Szczepu „Korzenie”.
Pochowany na cmentarzu Bródnowskim w Warszawie (kwatera 44A-1-1).

## Odznaczenia
Jerzy Rachwał za swoją działalność został odznaczony:
- Krzyżem Partyzanckim
- Krzyżem Armii Krajowej
- Warszawskim Krzyżem Powstańczym
- Złotą Odznaką Zasłużony Instruktor Hufca Szczecin-Pogodno
- Złotą Odznaką Zasłużony Instruktor Szczepu Sosnowej Szyszki